# Сагум
Сагум (лат. sagum) — плащ римских солдат.

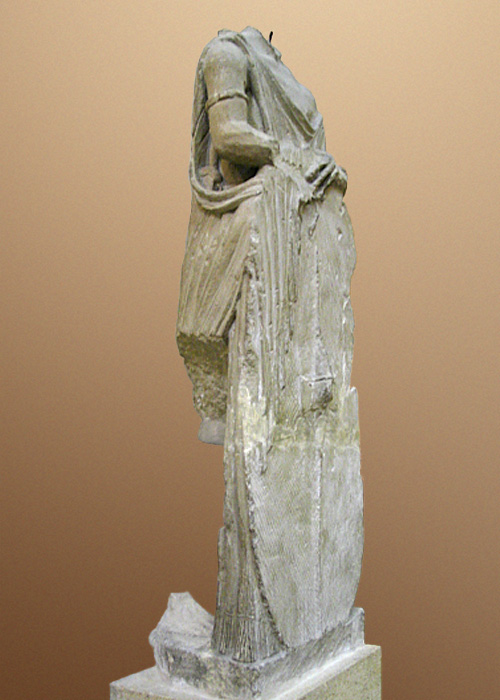
Статуя воина, одетого в сагум

Обыкновенно сагум закреплялся на плече фибулой, но бывали исключения. Он изготовлялся из плотной шерсти и обычно был длинной до колен. Это позволяло ему служить необходимой защитой от холода при длительных переходах римских войск.
Сагум носили все римские граждане, кроме консулов; также сагумом называлась накидка бедных людей. Известно, что его носили жители стран Северной Европы (известна статуя сарматов, одетых в сагумы). Гораций упоминает о том, что сагум носили чиновники и военачальники. А Цицерон в своих «Филиппиках» говорит, что сагум является отличительным предметом одежды военачальников. Внешне сагум был похож на палудаментум, однако изготавливались они из разных материалов.